# 立法議会 (サモア)
立法議会（りっぽうぎかい、サモア語: Fono）は、サモアの立法府である。

## 構成
一院制で任期5年。